# Macrocarpaea macrophylla
Macrocarpaea macrophylla är en gentianaväxtart som först beskrevs av Carl Sigismund Kunth, och fick sitt nu gällande namn av Ernest Friedrich Gilg. Macrocarpaea macrophylla ingår i släktet Macrocarpaea och familjen gentianaväxter. Inga underarter finns listade i Catalogue of Life.